# Eaton Socon Castle Hills
Eaton Socon Castle Hills är ett slott i Storbritannien.   Det ligger i grevskapet Cambridgeshire och riksdelen England, i den sydöstra delen av landet, 80 km norr om huvudstaden London. Eaton Socon Castle Hills ligger 19 meter över havet.
Terrängen runt Eaton Socon Castle Hills är huvudsakligen platt. Eaton Socon Castle Hills ligger nere i en dal. Runt Eaton Socon Castle Hills är det ganska tätbefolkat, med 230 invånare per kvadratkilometer. Närmaste större samhälle är Bedford, 15,3 km sydväst om Eaton Socon Castle Hills. Trakten runt Eaton Socon Castle Hills består till största delen av jordbruksmark.